# Rafael Sarandeses
Rafael Sarandeses (Madri, 20 de fevereiro de 1979) é um ex-automobilista espanhol.
Após disputar campeonatos de kart, migrou para os monopostos em 1995, vencendo a Fórmula Toyota um ano depois e obtendo um vice-campeonato de Fórmula Renault em 1997. Em 1999 disputou uma prova da Fórmula 3000 Italiana (posteriormente, Auto GP).
Entre 2000 e 2002, Sarandeses disputou a World Series by Renault, tendo como melhor resultado em corridas um segundo lugar, obtido nas rodadas duplas de Jarama e Valência (corrida 2) e terminando na quarta posição na classificação geral. Ainda chegou 5 vezes em terceiro lugar - 4 em 2001 e uma em 2002, quando pilotou por 2 equipes: GD Racing (até Monza e Zele Motorsport, não vencendo nenhuma prova em sua passagem pela categoria.
Suas últimas corridas foram na Euro Fórmula 3000 de 2004, em Estoril e Jerez de la Frontera, encerrando sua carreira aos 25 anos. Ele ainda voltou às pistas para disputar as 24 Horas da Catalunha, e desde então não voltou a pilotar oficialmente.